# Edward Solly

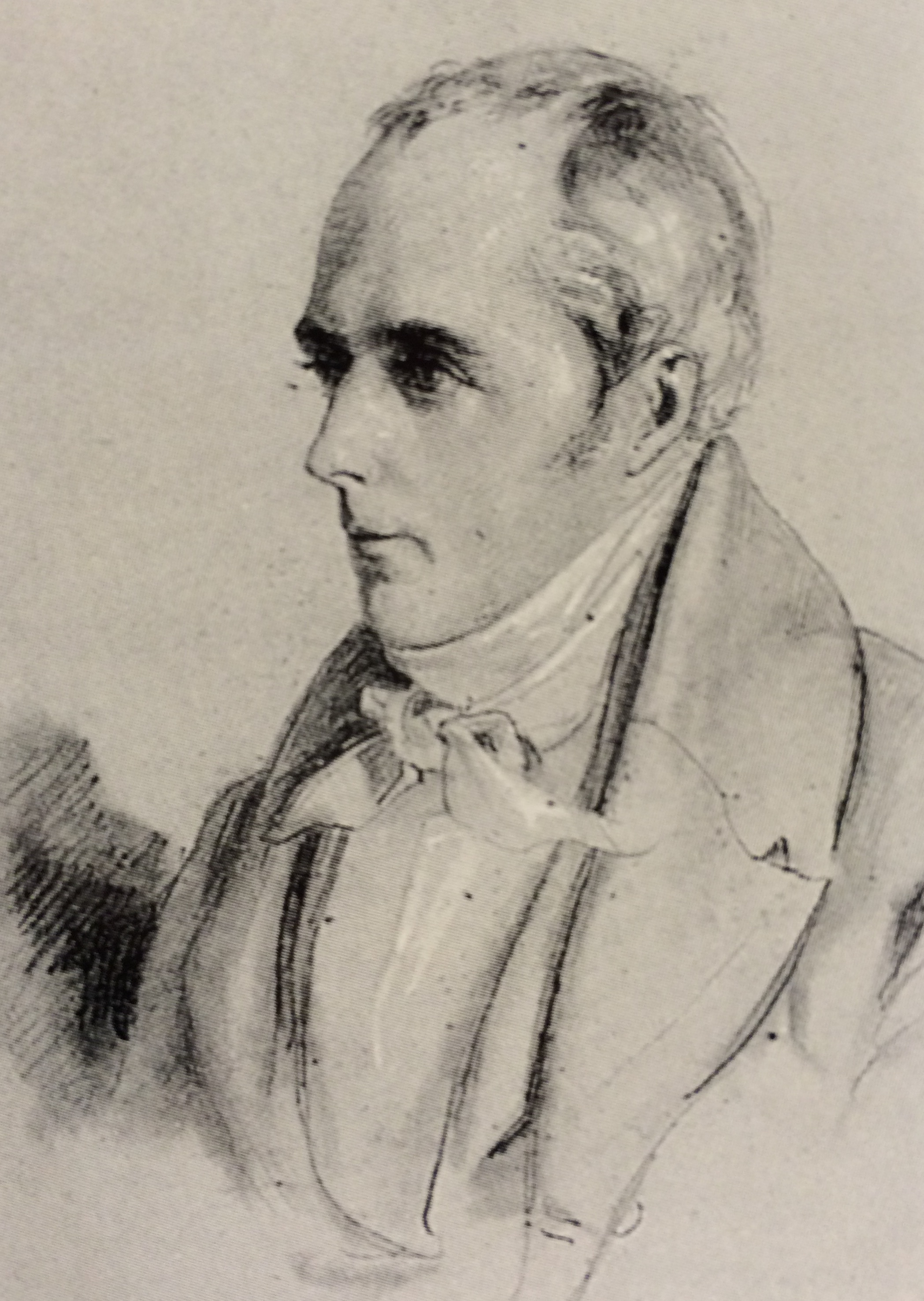
Retrato de Edward Solly (Gemäldegalerie, Berlín)

Edward Solly (25 de abril de 1776-2 de diciembre de 1844) fue un comerciante inglés que residía en Berlín, y que reunió una colección sin precedentes de pinturas italianas del Trecento y Quattrocento, así como notables ejemplos de pintura primitiva flamenca, en una época en la que estas escuelas todavía eran en gran medida poco apreciadas. En 1821, tras negociaciones realizadas por su socio Benjamin Wegner, Solly vendió su colección de aproximadamente 3000 obras al rey de Prusia; 677 de ellas pasaron a formar parte del núcleo inicial de la Gemäldegalerie de Berlín. Solly reunió una segunda colección durante los años que vivió en Londres después de 1821. También se le atribuye haber realizado un peligroso viaje para llevar la primera noticia de la derrota de Napoleón en la Batalla de Leipzig a Inglaterra.

## Biografía
Solly era el hermano menor de una familia de comerciantes ingleses encabezada por Isaac Solly, dedicada al comercio de madera del mar Báltico, con oficinas en la City de Londres. Como no conformistas, la familia sufría restricciones sociales en los niveles más altos de la sociedad inglesa. Durante las guerras napoleónicas, la empresa obtuvo importantes contratos para el suministro de madera de roble prusiano y polaco y pertrechos navales provenientes del Báltico. Solly se trasladó a Estocolmo y luego, en 1813, a Berlín, donde supervisaba las compras al por mayor de la firma en aquellas partes del continente europeo que no estaban cubiertas por el Sistema Continental napoleónico. Gracias a su relación con «Fighting Charlie» Vane, estuvo presente en la Batalla de Leipzig en octubre de 1813. Posteriormente, obsequió una espada de calidad al capitán Thomas Harris, inscrita con la leyenda: From Edward Solly To Thomas Noel Harris, In Commemoration Of Their Fellowship At The Memorable Battle Of Leipzig Of The 18th And 19th Of October 1813. Debido a su conocimiento de las regiones bajas del norte, Solly se ofreció como voluntario para llevar la noticia de la derrota de Napoleón a Londres. El viaje le llevó quince días a través de territorio enemigo. Cruzó el mar del Norte a bordo de un barco pesquero holandés y llegó a Londres veinticuatro horas antes que el mensajero oficial.
En Berlín, contrajo matrimonio en 1816 con la hija de Auguste Krüger. Su gran encanto personal e inteligencia le abrieron las puertas de los círculos sociales más altos, y a medida que prosperaban sus negocios, mantenía buenas relaciones con funcionarios ministeriales, la corte prusiana, artistas, coleccionistas e intelectuales.

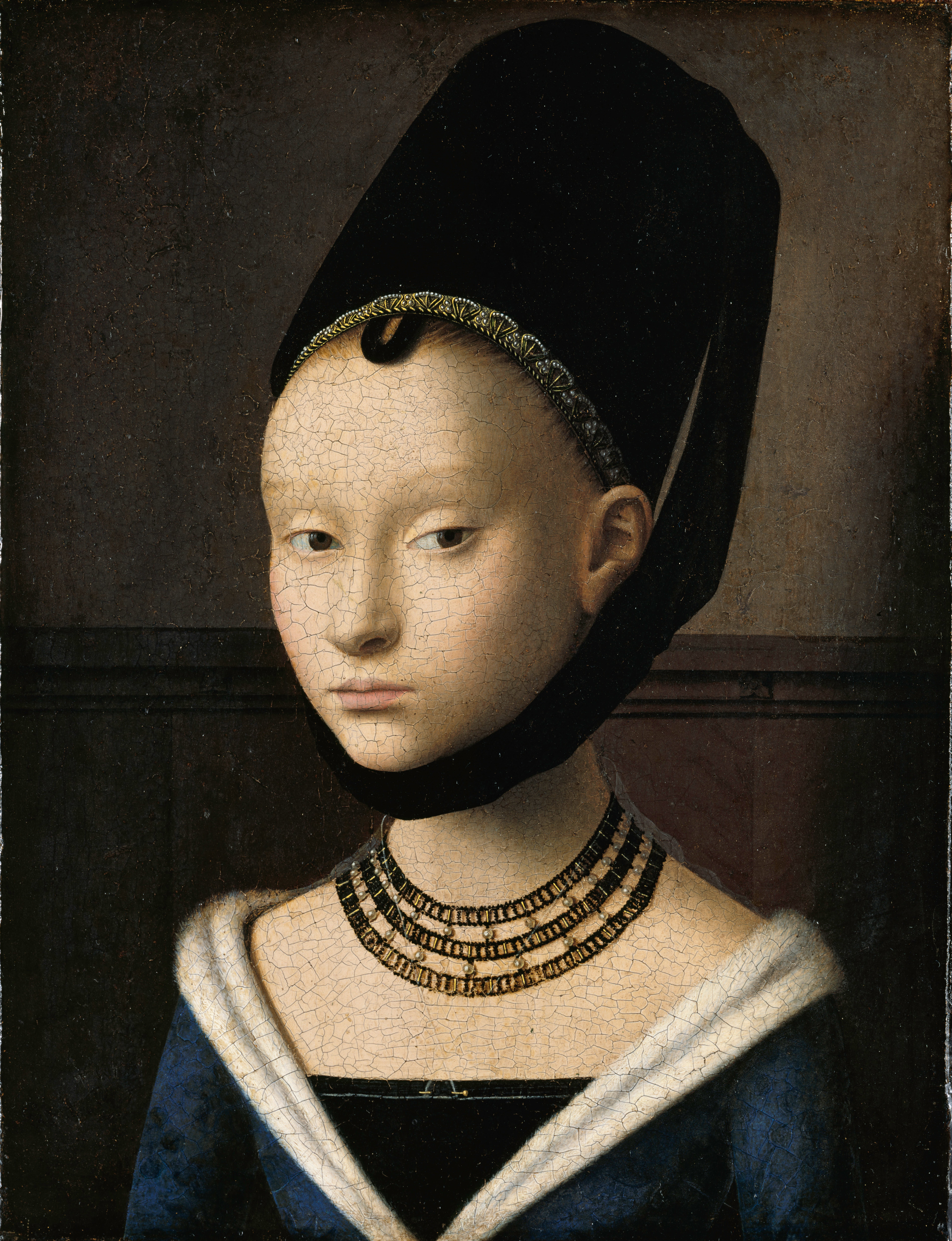
Retrato de una joven, Petrus Christus

Durante sus viajes, Edward Solly comenzó a interesarse por la pintura. La agitación social provocada por las guerras y la disolución de monasterios hizo que muchas obras de arte salieran al mercado, y Solly demostró ser un comprador perspicaz, preocupado por la proveniencia y la documentación de las obras que adquiría, algo poco común en su generación. Aunque poseía una de las mejores vistas de interiores de Pieter de Hooch y posiblemente Dama de pie junto a un virginal de Johannes Vermeer (Galería Nacional de Londres), ambas dentro de la categoría contemporánea apreciada de «cuadros de gabinete», no se sintió atraído por los maestros del Seicento y el Barroco que constituían el principal interés de los coleccionistas y conocedores de su época. En su lugar, se inclinó por las pinturas italianas de estilo bizantino de los siglos XIII y XIV, que en gran medida se habían conservado en las iglesias y monasterios para los que fueron encargadas. También tenía un ojo juicioso para la pintura flamenca primitiva: su adquisición más famosa en ese campo fueron las alas del Retablo de Gante de Hubert y Jan van Eyck, que fueron vendidas por los canónigos de la catedral poco después de ser devueltas a Gante en 1816; Solly compró los paneles a través del marchante de arte Nieuwenhuys.
Solly y su empresa sufrieron un grave revés cuando veinte de sus barcos mercantes, que rompían el bloqueo napoleónico en nombre de los Aliados, fueron capturados por los daneses dentro del sistema napoleónico y llevados a Copenhague. Solo tras años de presión se logró alguna compensación.

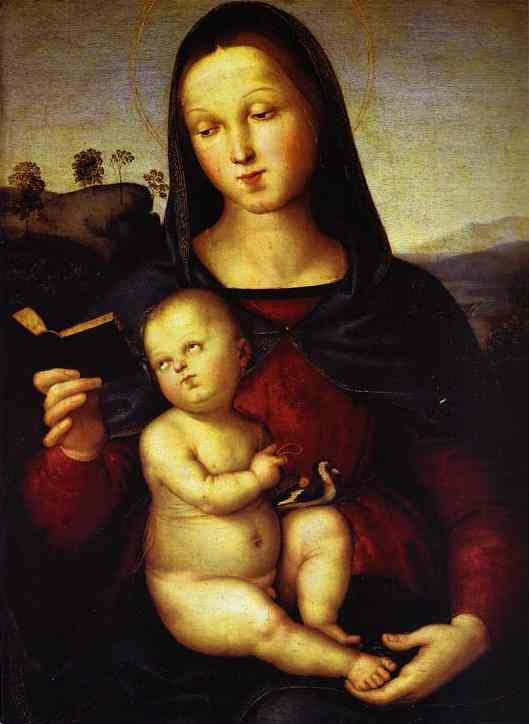
Virgen Solly, Raphael.

A pesar de ello, Solly continuó coleccionando, cada vez más con la idea de que sus pinturas podrían ser adquiridas por el Estado prusiano para formar una colección pública. En 1815, Federico Guillermo III de Prusia había comprado los restos de la colección Giustiniani con ese propósito, pero se resistió a adquirir la de Solly. La situación financiera de Solly se volvió precaria. A través de la mediación de Benjamin Wegner, amigo y agente de Solly, comenzaron en 1820 las negociaciones para la compra de la colección por parte del Estado prusiano, y en 1821 toda la colección de aproximadamente 3.000 pinturas fue adquirida para la recién fundada Alte Nationalgalerie. Se seleccionaron 677 obras para ser exhibidas en el museo; otras fueron colocadas en los palacios de los Hohenzollern para reemplazar las que se habían trasladado al museo. Aunque Solly fue uno de los primeros admiradores de la pintura flamenca primitiva, su primera colección fue mayoritariamente italiana e incluía la Madonna Solly de Rafael Sanzio (véase ilustración a la derecha). Bajo el nacionalsocialismo, algunas de las obras italianas de Solly fueron intercambiadas por otras de maestros alemanes, y algunas, a través del marchante Joseph Duveen, llegaron a formar parte de las colecciones de Samuel Henry Kress y Andrew W. Mellon; así, La Virgen en el nicho de Fra Filippo Lippi y el tríptico de la Natividad de Duccio di Buoninsegna se encuentran actualmente en la Galería Nacional de Arte de Washington.
Tras la exitosa venta que había promovido durante tanto tiempo, Solly se trasladó en 1821 a Londres, donde se retiró del negocio naviero y se dedicó al comercio de obras de arte, que llenaban su casa en el número 7 de Curzon Street, Mayfair. Sus intereses se restringieron al Alto Renacimiento. En ocasiones actuó como asesor de John Bowes, cuya colección forma el Museo Bowes. A menudo en dificultades económicas, Solly vendió pinturas, dibujos y grabados en ocho subastas celebradas en Londres entre 1825 y 1837, según Frits Lugt, aunque los registros disponibles en línea a través del Getty Provenance Index muestran un total de 1306 lotes vendidos en varias subastas, predominando numéricamente los pequeños cuadros de la Edad de oro de la pintura neerlandesa, dentro de un repertorio muy variado.
Cuando lo más destacado de su colección —las obras que se había reservado para sí mismo— fue vendido por orden de sus herederos (sus hijas Sarah y Lavinia, y su hijo Edward Solly, miembro de la F.R.S.), en una subasta de Christie’s el 8 de mayo de 1847, algunas obras fueron retenidas o recompradas por no alcanzar su precio de reserva, como uno de los dos cuadros atribuidos a «Lionardo da Vinci» (sic). En 1879, Sarah Solly donó cinco pinturas a la Galería Nacional del Reino Unido, incluyendo un Retrato de Giovanni della Volta con su esposa e hijos de Lorenzo Lotto (recomprado en la subasta de 1847), y dos pinturas de la Edad de Oro neerlandesa.